# Ромбоутс, Теодор
Теодор Ромбаутс, Теодор Ромбоутс (нидерл. Theodoor Rombouts; 2 июля 1597, Антверпен — 14 сентября 1637) — южнонидерландский (фламандский) живописец. Известен картинами с изображениями бытовых сцен. Его считают самым значительным и оригинальным представителем фламандского караваджизма.

## Биография
Ромбоутс родился в Антверпене в семье Бартоломеуса Ромбоутса, богатого портного, и Барбары де Греве. В 1608 году он был учеником Франса (Франсуа) ван Ланквельта, позднее также учился у Абрахама Янсенса Старшего и, возможно, Николя Ренье в Антверпене.
В 1616 году он отправился в Рим и оставался там до 1625 года. Он был записан в римском приходе Сант-Андреа-делле-Фратте вместе с двумя другими фламандскими художниками, Франческо Торнелли (Турнье?) и Робером д’Ортеем. Возможно, что во время поездки во Флоренцию он познакомился с караваджистом Бартоломео Манфреди и работал у великого герцога Козимо II Медичи В 1622 году он также побывал в Пизе.
По возвращении своём во Фландрию, в 1625 году был принят мастером в антверпенскую Гильдию Святого Луки, в которой, впоследствии, в 1628—1630 годах, состоял старшиной.
В 1627 году он женился на Анне ван Тилен из дворянской семьи и сестре Яна Филиппа ван Тилена. Через год после свадьбы у них родилась дочь. Брат его жены Ян Филип ван Тилен в 1631 году стал его учеником, но в дальнейшем писал не исторические или бытовые картины, а натюрморты. В 1635 году Ромбоутс сотрудничал с другими художниками над программой оформления Торжественного въезда в Антверпен кардинала-инфанта Фердинанда под общим руководством Рубенса.
Ромбоутс скончался в Антверпене вскоре после завершения этого проекта. Учениками Ромбоутса были Николаас ван Эйк, Ян Филип ван Тилен и Паулюс Робинс.

## Творчество
Будучи современником Рубенса, Ромбоутс не попал, однако, под его влияние, как многие художники, а подражал Микеланджело да Караваджо, став одним из главных представителей фламандского караваджизма. Его произведения ясно cкомпонованы, отличаются верностью рисунка и ярким колоритом.
Помимо алтарных картин художник изображал, в подражание итальянским мастерам, весёлые компании, музыкантов, игроков в карты, а также некоторые другие темы, типичные для художников-караваджистов. Его главное произведение — «Снятие с Креста» в Собор Святого Бавона соборе Святого Бавона в Генте — замечательно драматизмом композиции. Другие: «Христос, изгоняющий менял из храма» (Королевский музей изящных искусств Антверпена), «Христос, под видом странника, посещает Святого Августина» (1636, Антверпен), «Положение во гроб» (в мехельнском соборе), «Отречение апостола Петра» (Лилль), «Справедливость» (Гент). В санкт-петербургском Эрмитаже имеются три картины Ромбоутса: «Кефал и Прокрида» (картина написана до отъезда художника в Италию), «Игра в карты» и «Кухня».
Ромбоутс регулярно включал в свои картины портреты себя и жены, например «Музыкальная компания с Вакхом». Ромбоутс также сотрудничал с другими художниками в Антверпене, для которых он обычно писал фигуры в их картинах. Примерами такого сотрудничества являются «Кухня» (1630-е годы, Эрмитаж), сотрудничество с мастером натюрмортов Адрианом ван Утрехтом и «Святое семейство» (Королевский музей изящных искусств Антверпена), а также сотворчеством с художником-пейзажистом Яном Вильденсом.
После 1630 года популярность караваджистов пошла на убыль. Ромбоутс отказался от эффектов светотени в пользу более умеренного освещения, более плавных переходов и более светлой палитры. Хорошим примером этого является «Мистическое бракосочетание святой Екатерины» (церковь Святого Иакова, Антверпен). Этот поздний стиль приближается к поздним произведениям Рубенса, с которым он сотрудничал при оформлении Торжественного въезда кардинала-инфанта Фердинанда в Антверпен в 1635 году. Поздней работой, на которую оказал непосредственное влияние Рубенс, является «Снятие с креста» (1636, собор Святого Бавона, Гент), в котором прямо цитируется трактовка Рубенсом того же предмета примерно двумя десятилетиями ранее (Антверпенский собор).

## Галерея

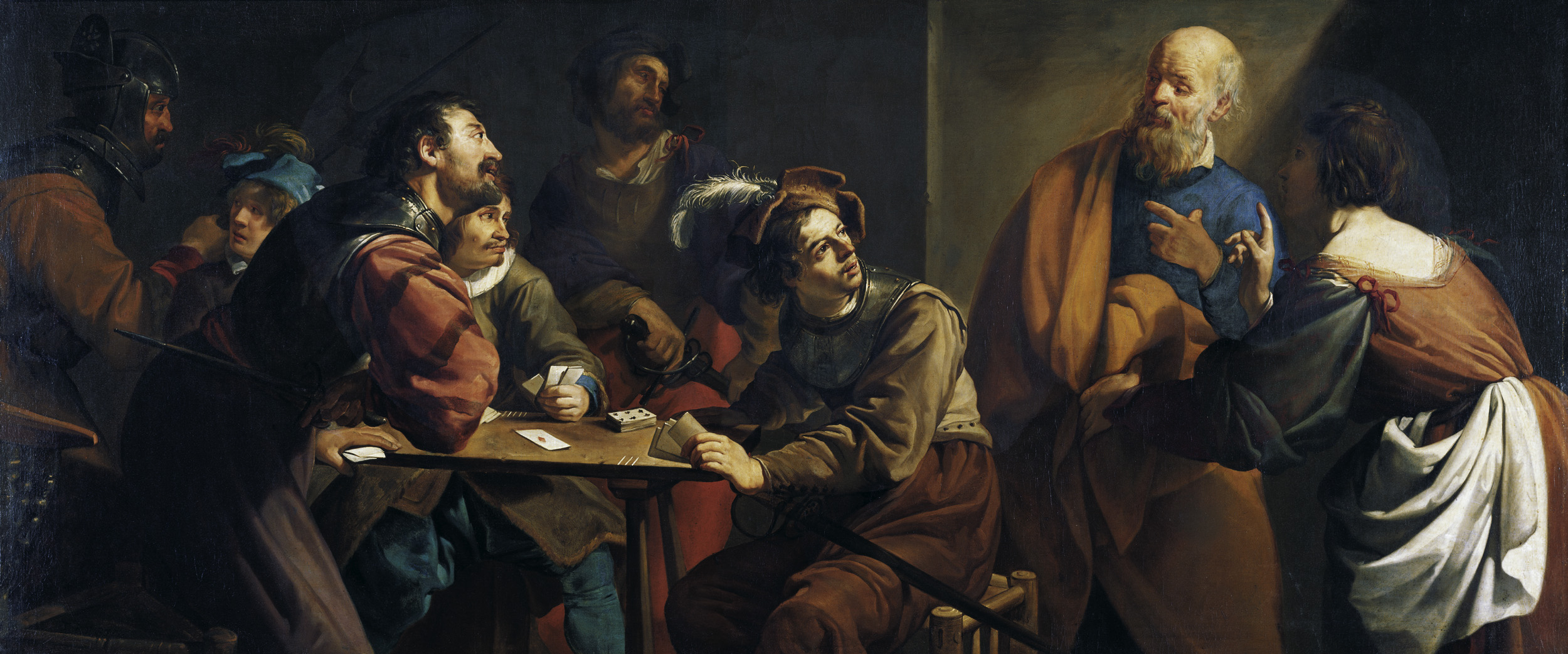
Отречение Святого Петра. Холст, масло. Дворец Лихтенштейнов, Вена
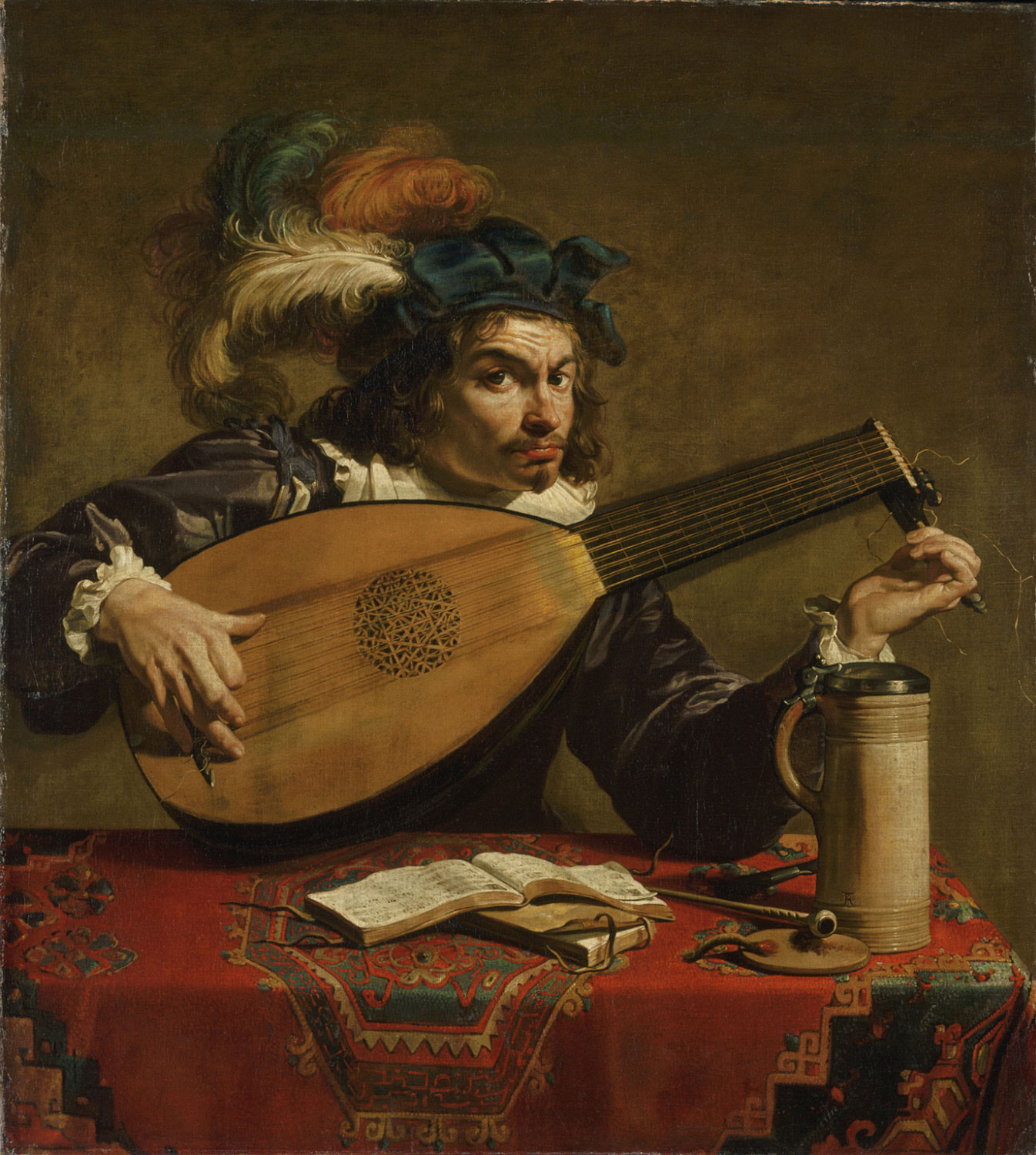
Лютнист. Ок. 1620. Холст, масло. Художественный музей Филадельфии, США
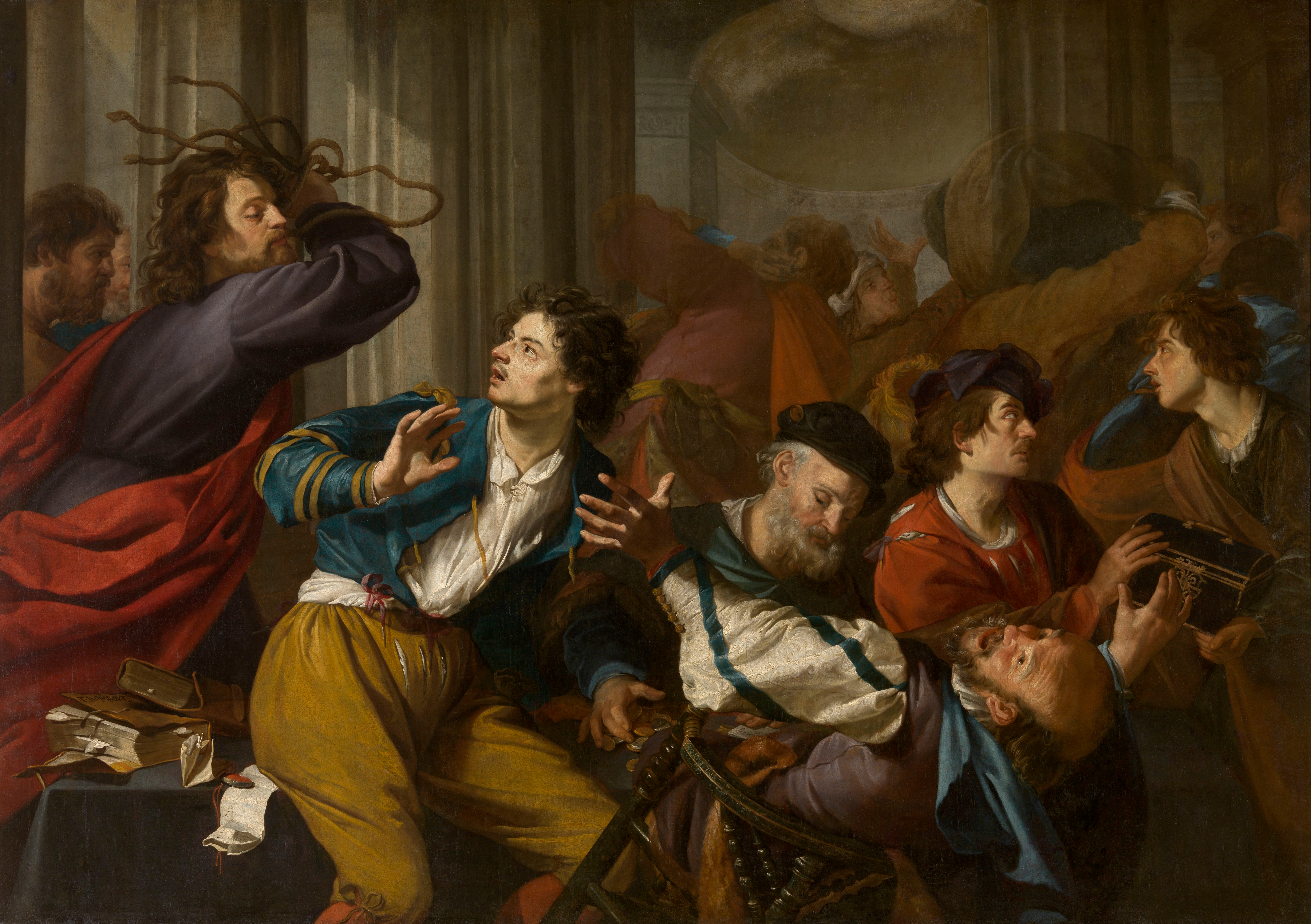
Христос, изгоняющий торгующих из храма. Холст, масло. Королевский музей изящных искусств, Антверпен
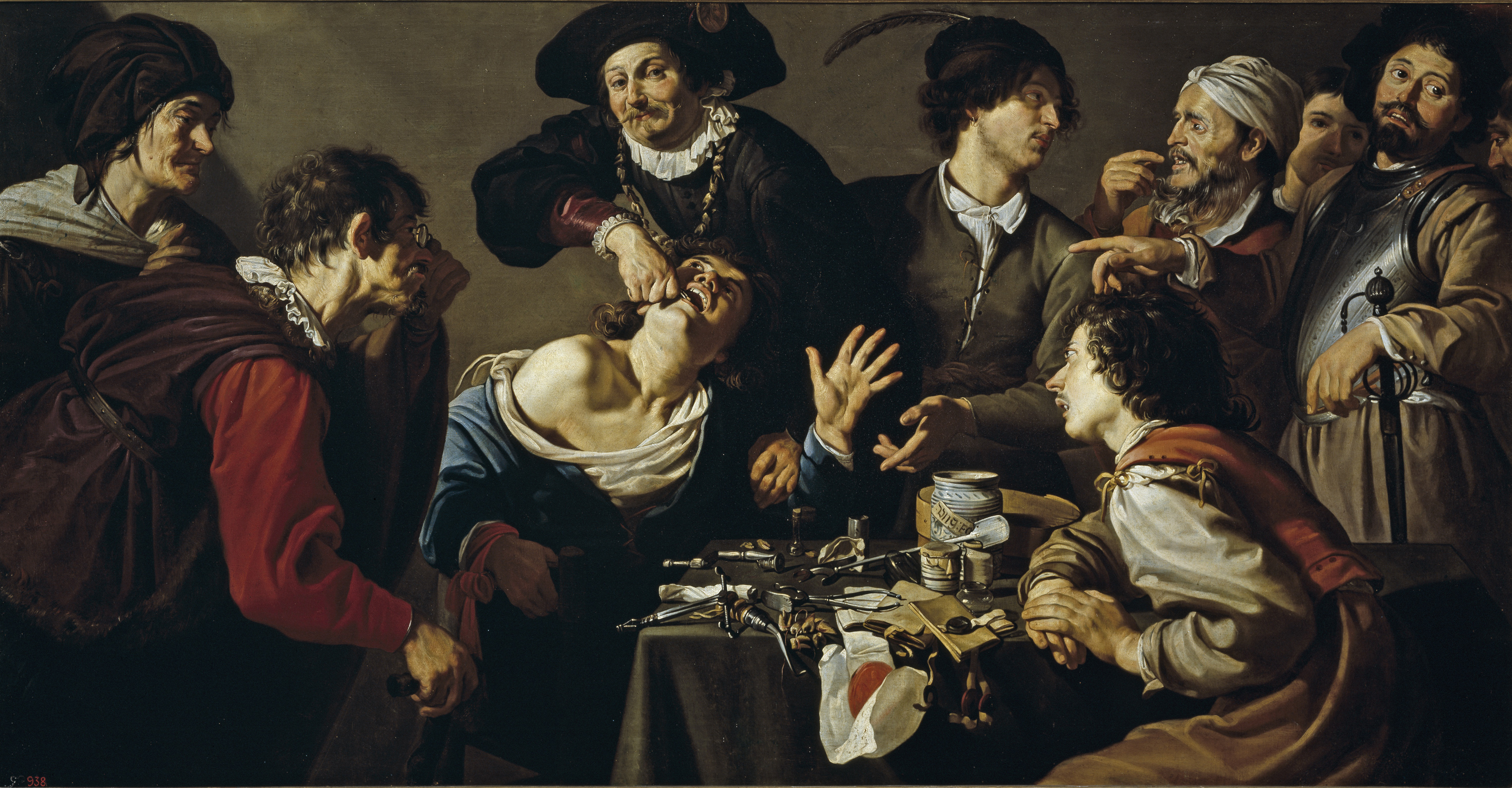
Шарлатан-зубодёр. Между 1620 и 1625. Холст, масло. Прадо, Мадрид
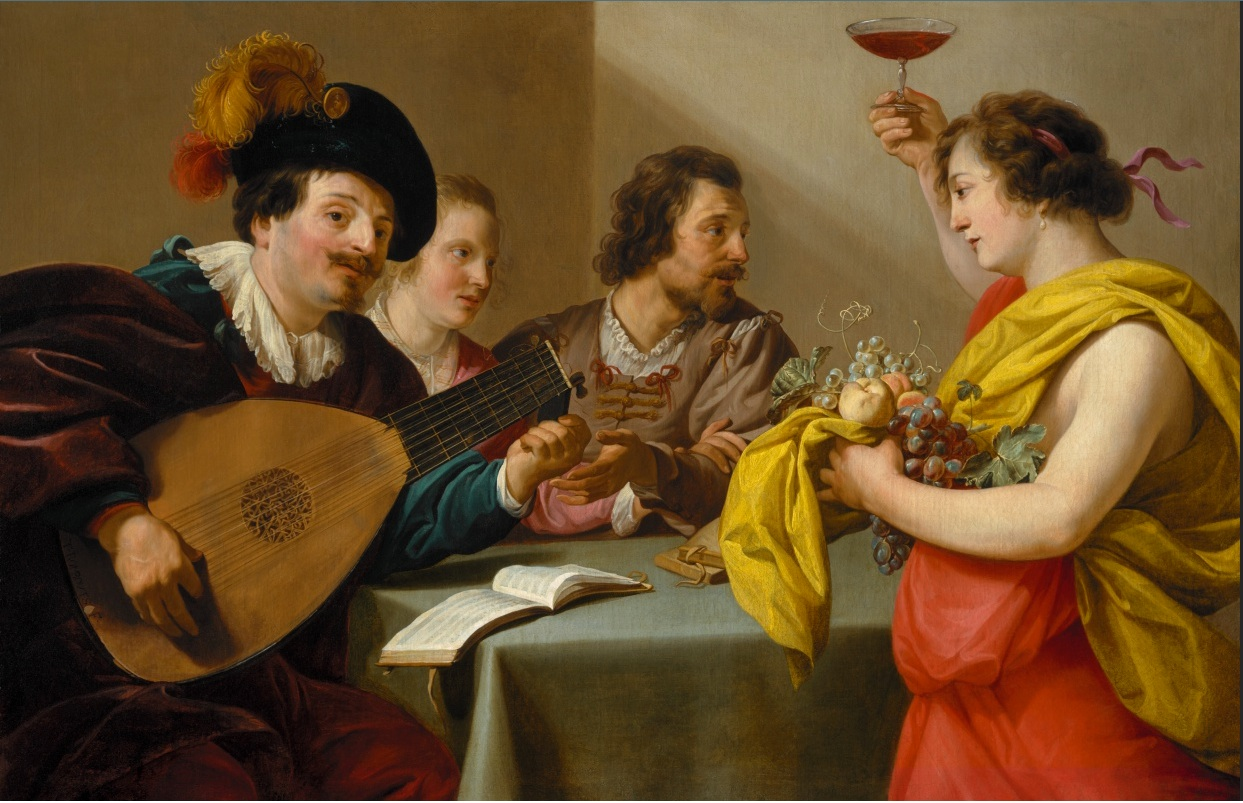
Музыкальная компания с Бахусом. Ок. 1630. Холст, масло. Коллекция Кремер, Амстердам
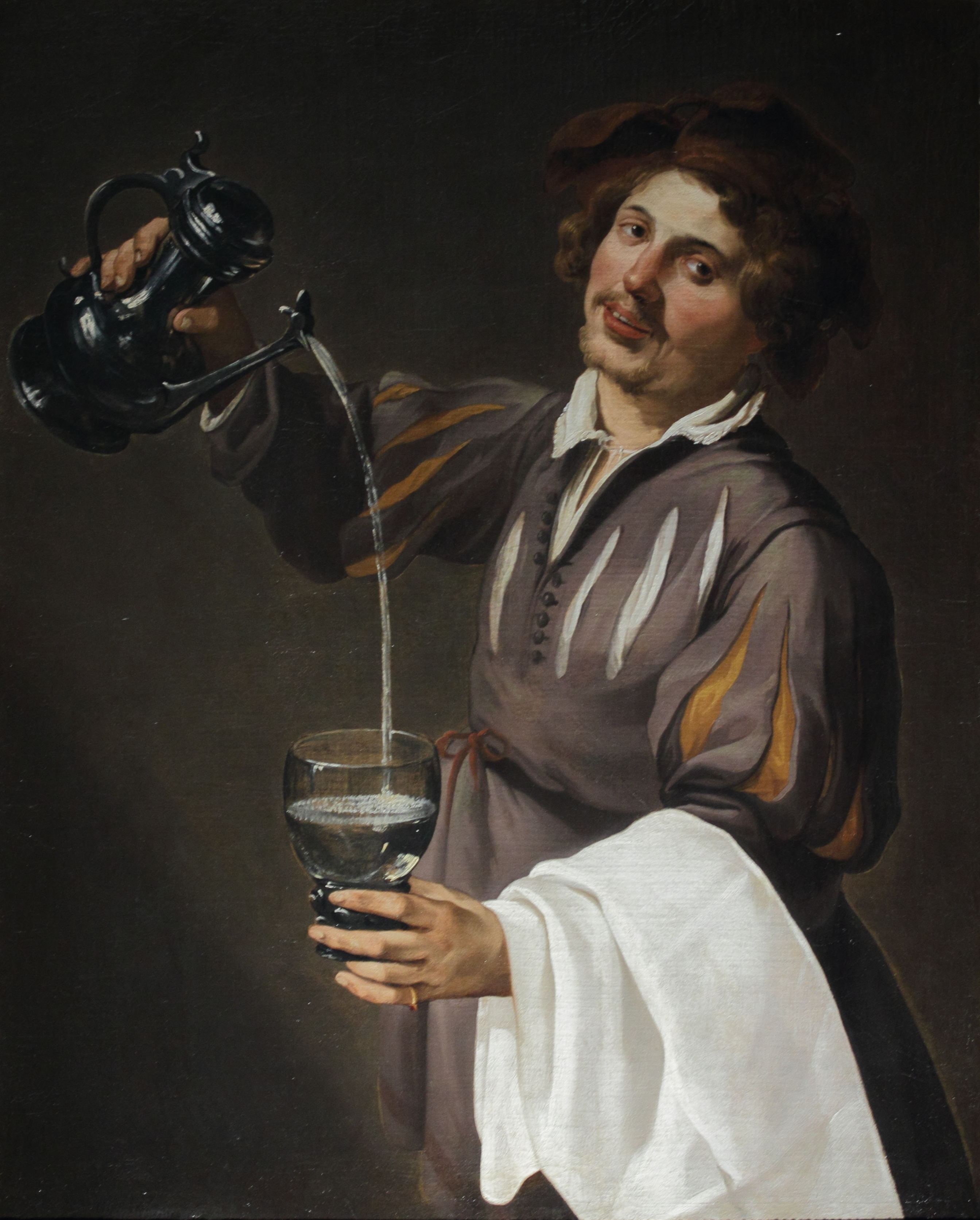
Аллегория умеренности. Между 1625 и 1632. Бумага на холсте, масло. Музей августинцев, Туркуэн, Франция
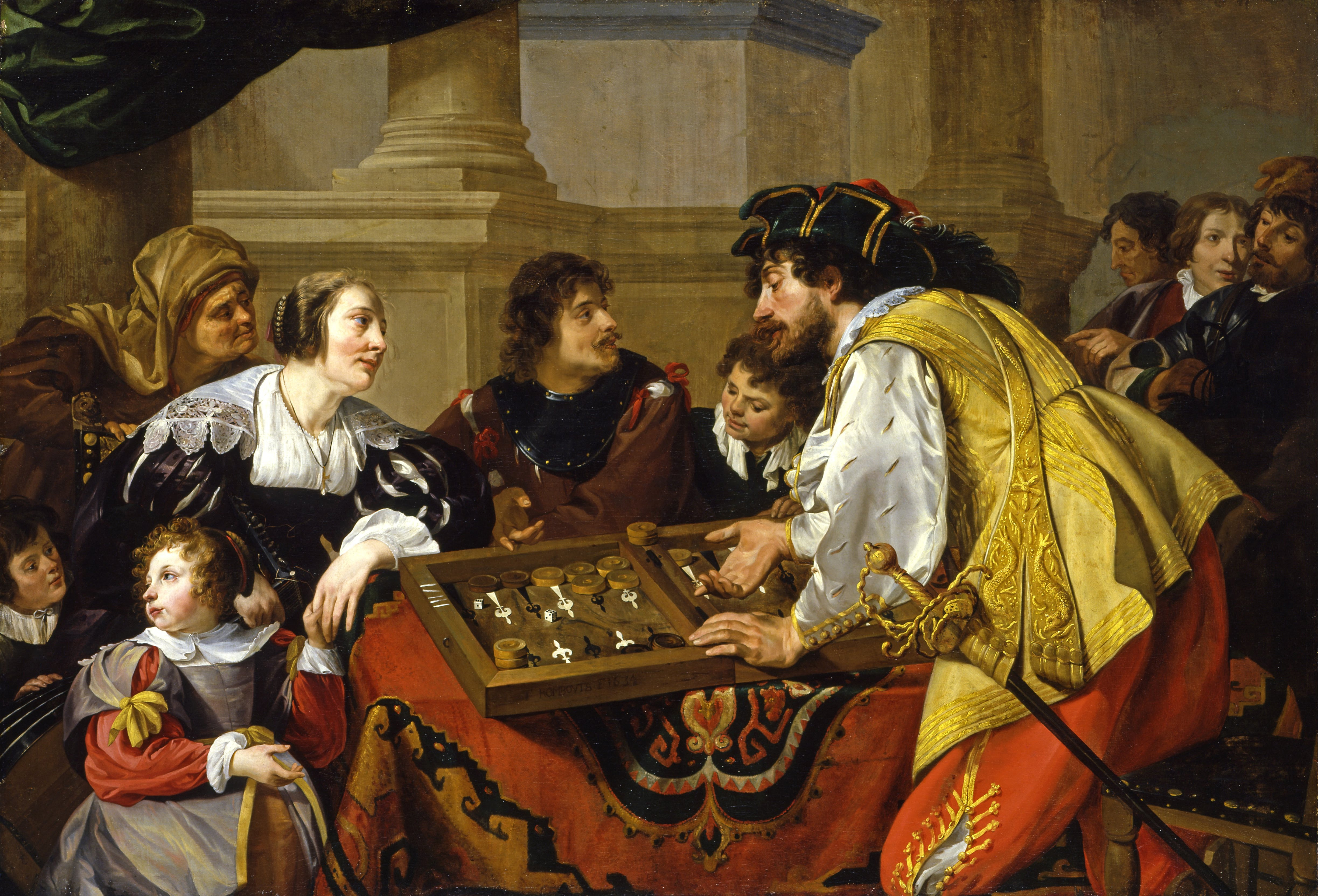
Игроки в нарды. 1634. Холст, масло. Музей искусств Северной Каролины, США